# Lipno (jezioro w województwie zachodniopomorskim)
Lipno (niem. Gr. Liepen See) – jezioro rynnowe w Polsce, położone w województwie zachodniopomorskim, w powiecie szczecineckim, w gminie Szczecinek.
Akwen leży na Pojezierzu Drawskim, na południowym brzegu jeziora znajduje się wieś Sitno.